# Michael Waltrip Racing
Michael Waltrip Racing war ein Motorsport-Team, das in mehreren Rennligen der US-amerikanischen NASCAR aktiv ist. Es wurde vom zweimaligen Daytona-500-Sieger Michael Waltrip geleitet. Michael Waltrip ist außerdem Mitbesitzer des NASCAR Craftsman-Truck-Series-Teams seines Bruders Darrell. Alle Autos von Michael Waltrip Racing sind Toyotas. Nach der Saison 2015 wurde das Team geschlossen.

## Sprint Cup

### Wagen #00/#98

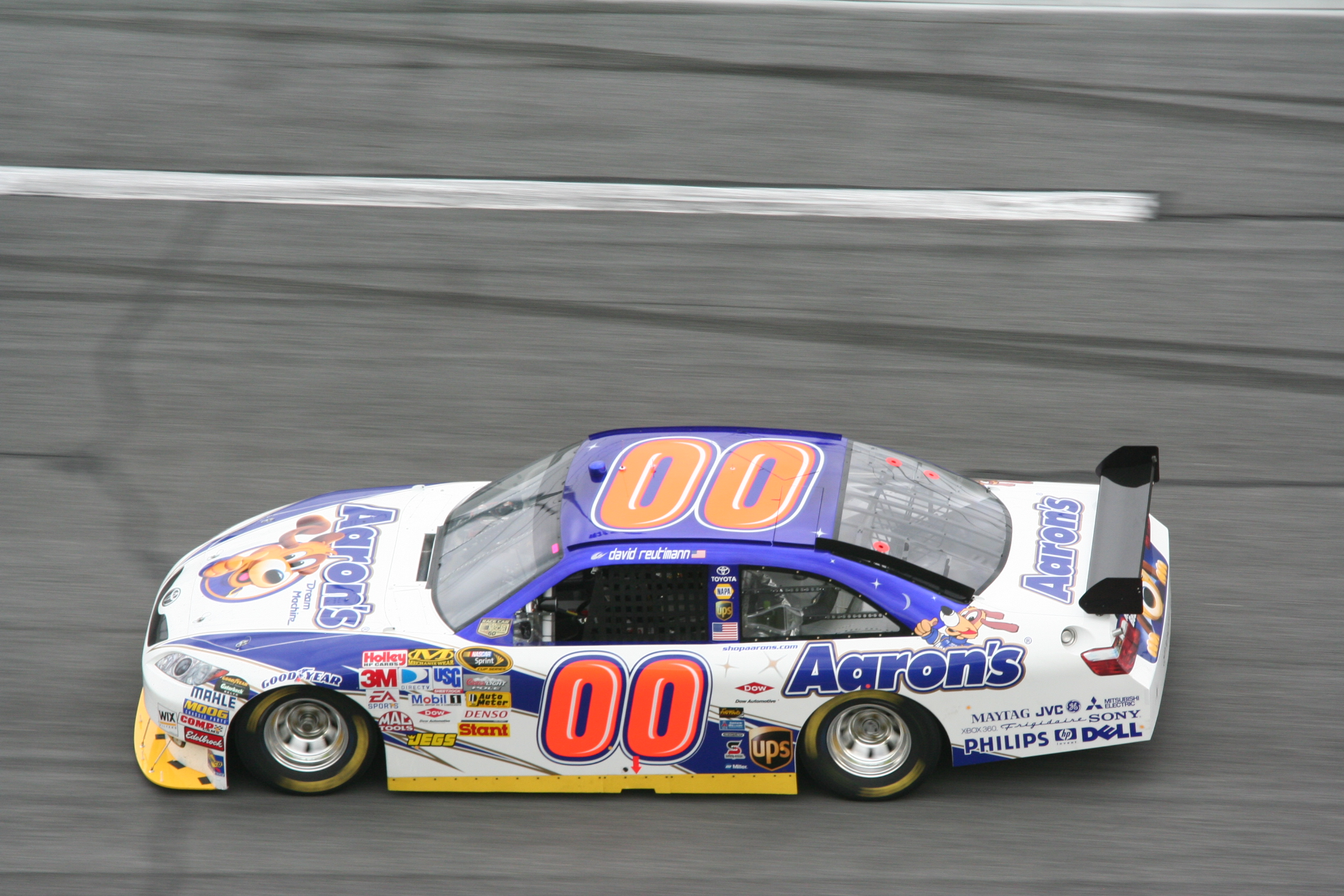
David Reutimann im Wagen mit der Startnummer 00 in der Saison 2008

Das erste Winston-Cup-Rennen von Michael Waltrip Racing war das Aaron’s 499 des Jahres 2002, in dem Michael Waltrip einen Chevrolet Monte Carlo mit der Startnummer 98 einsetzte, welcher von Kenny Wallace gefahren wurde. Wallace startete auf Platz 27 und kam auf Platz 21 ins Ziel. Nach dem Rennen verkaufte Waltrip die Nummer 98 und ihre Owner Points an Innovative Motorsports. Im nächsten Rennen, in dem Waltrip als Wagenbesitzer antrat, dem Tropicana 400, setzte er einen Wagen mit der Startnummer 00 ein, der von Jerry Nadeau gefahren wurde. Michael Waltrip Racing versuchte auch die Qualifikation für das NAPA 500 mit Buckshot Jones als Fahrer, scheiterte aber. Das Team nahm in der Saison 2003 am EA Sports 500, in dem man erneut Buckshot Jones einsetzte, und am Ford 400 teil, in dem Mike Skinner das Steuer der Startnummer 00 übernahm. Er war jedoch in einen Unfall verwickelt und beendete das Rennen auf dem 39. Platz.
Im Jahre 2004 kehrte Kenny Wallace zu Michael Waltrip Racing zurück. Er fuhr vier Rennen. Sein bestes Ergebnis war ein 22. Platz im Saisonfinale, dem Ford 400 auf dem Homestead-Miami Speedway. In der Saison 2005 war Wallace erneut für Michael Waltrip Racing aktiv und fuhr das Daytona 500 sowie das Dodge Charger 500 auf dem Darlington Raceway. Auch Johnny Benson fuhr in der Saison 2005 zwei Rennen in der Startnummer 0. Er hatte allerdings mit technischen Problemen zu kämpfen, so dass sein bestes Ergebnis ein 42. Platz im GFS Marketplace 400 war. Im UAW-GM Quality 500, welches auf dem Lowe’s Motor Speedway stattfand, gab man David Reutimann, der in der Craftsman Truck Series im Team von Michael Waltrips Bruder, Darrell, gute Leistungen gezeigt hat, eine Chance. Er startete auf Rang 26 und beendete das Rennen auf dem 22. Platz in der Führungsrunde, was das beste Ergebnis der Saison für Michael Waltrip Racing war.
In der NASCAR Nextel Cup Saison 2006 gab es die Startnummer 00 gleich zweimal. Zum einen setzten Mike und Bonnie Anderson in einem Team, das sie MBA Racing nannten, die Startnummer 00 ein und zum anderen verwendete Michael Waltrip Racing weiterhin die Startnummer 00, welche in der Saison 2006 von Bill Elliott gefahren wurde, der fünf Rennen bestritt. Sein bestes Ergebnis war dabei Platz 22 im Allstate 400 at the Brickyard auf dem Indianapolis Motor Speedway. Im Oktober 2006 gab Michael Waltrip bekannt, dass David Reutimann in der Saison 2007 den vollen Rennkalender des NASCAR Nextel-Cup in der Startnummer 00 fahren werde. Das Interessante daran ist, dass die Startnummer 00 die langjährige Nummer von Buzzie Reutimann, dem Vater von David Reutimann, war. Die Saison 2007 verlief für Reutimann jedoch unglücklich. Ein paar Mal hatte er Chancen auf ein Top-10-Ergebnis, fiel dann aber mit technischen Problemen aus. Auf dem California Speedway in Fontana, Kalifornien, hatte er kurz vor Ende des Rennens einen schweren Unfall. Die Auswertung ergab, dass es einer der härtesten Einschläge seit Beginn der Messungen war. Er blieb jedoch unverletzt, sagte aber trotzdem Testfahrten in der folgenden Woche ab. Reutimanns beste Endplatzierung war ein 13. Platz im Chevy Rock and Roll 400 am 8. September 2007 auf dem Richmond International Raceway, die bis dato beste Platzierung der Startnummer 00 von Michael Waltrip Racing. Er beendete die Saison auf Rang 39 der Fahrergesamtwertung.
In der Saison 2008 pilotierte Reutimann die Startnummer 00 für die ersten fünf Saisonrennen und brachte den Wagen sicher in die Top 35 der Owner Points, ehe er ihn an den Rookie Michael McDowell abzugeben hatte. Reutimann übernahm daraufhin die Startnummer 44 des zurückgetretenen Cup-Champions Dale Jarrett. McDowell konnte bei seinen Sprint-Cup-Auftritten nicht überzeugen und verließ das Team noch in der laufenden Saison. In der Saison 2009 kehrte Reutimann in die Startnummer 00 zurück und überzeugte mit einigen guten Rennen und insgesamt zehn Top-10-Platzierungen. Dazu gehörte unter anderem ein überraschender erster Sieg beim verregneten Coca-Cola 600 auf dem Charlotte Motor Speedway. Reutimann wurde 16. der Gesamtwertung, für ihn das beste Jahr seiner Karriere.

### Wagen #44

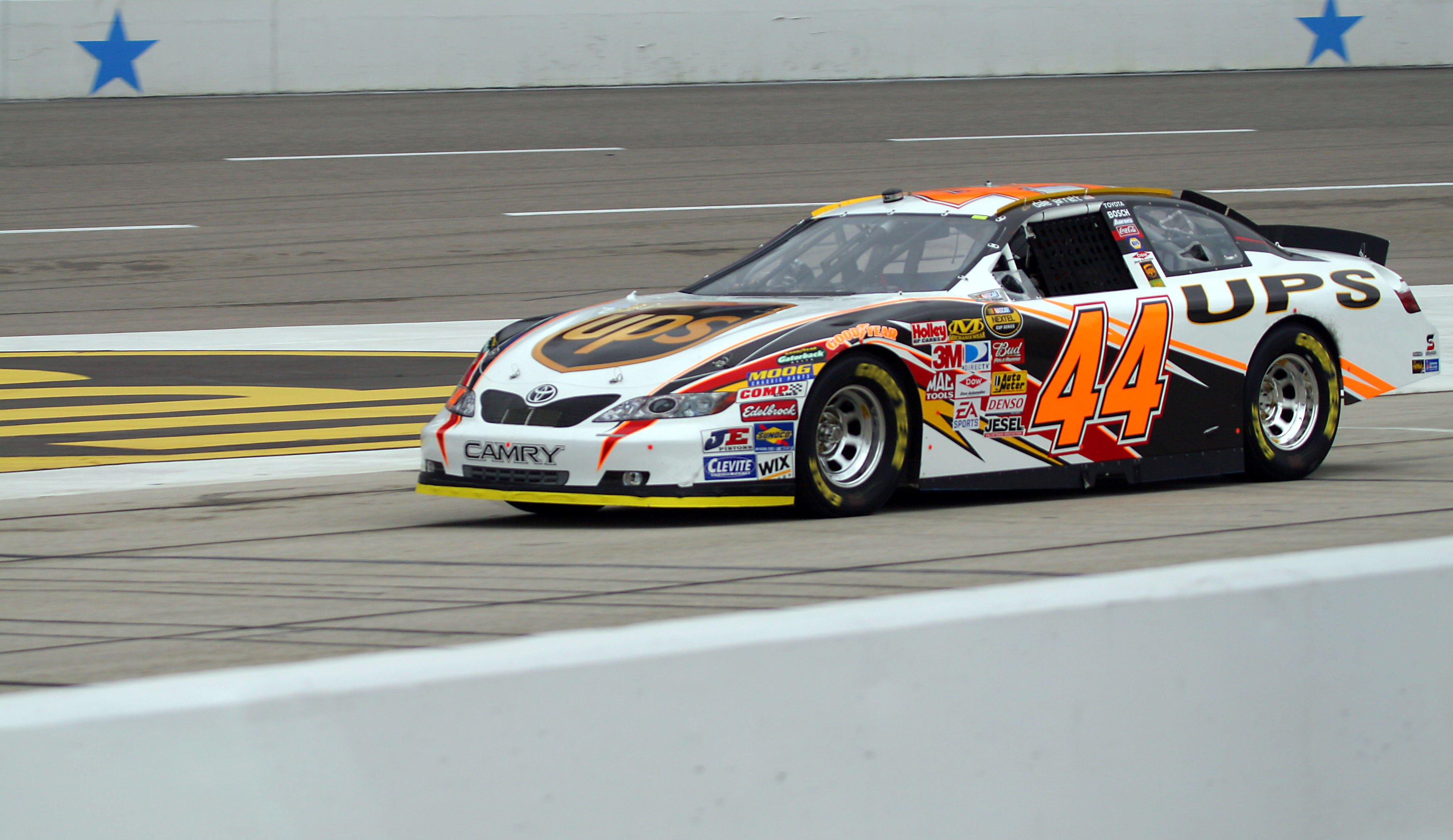
Der Toyota Camry mit der Startnummer 44 in Texas im Jahre 2007.

Den Wagen mit der Startnummer 44 setzt Michael Waltrip Racing erstmals in der NASCAR Nextel Cup Saison 2007 ein. Fahrer des Wagens für die ganze Saison ist Dale Jarrett, der von Robert Yates Racing ins Team von Michael Waltrip wechselte und dabei seinen Sponsor UPS mitbrachte. Trotz „Past Champions Provisional“, einer Regel, die ehemaligen Cup-Champions erlaubt, an sechs Rennen teilzunehmen, in denen es sonst für die Qualifikation nicht gereicht hätte, schaffte es Jarrett nicht den Wagen innerhalb der Top 35 der Owner Points zu halten. Sein bestes Ergebnis war Platz 22 im ersten Rennen der Saison, dem Daytona 500.
Im Oktober 2007 gab er im Zuge eines Nextel-Cup-Rennens in Concord, North Carolina bekannt, dass er im Jahre 2008 zurücktreten wird. In der Saison 2008 wird er nur noch sieben Rennen fahren. Fünf Punktrennen, sowie das Budweiser Shootout und das NASCAR Sprint All-Star Race, die das letzte Rennen seiner Karriere sein wird. David Reutimann, der in der Saison 2007 noch die Startnummer 00 fuhr, wird dann die Startnummer 44 übernehmen.
Am 16. März 2008 bestritt Dale Jarrett dann auf dem Bristol Motor Speedway sein letztes Punktrennen. Er beendete es auf dem 37. Platz. David Reutimann, der den Wagen daraufhin übernahm, kam im Coca-Cola 600 auf dem Lowe’s Motor Speedway auf dem zehnten Platz ins Ziel. Dies war die erste Top-10-Platzierung der Startnummer 44 von Michael Waltrip Racing. Im Laufe des Jahres folgten noch drei weitere. Am Jahresende wechselte Reutimann wieder in die Startnummer 00, die Startnummer 44 wurde seitdem von Michael Waltrip Racing nicht mehr eingesetzt.

### Wagen #55/#56

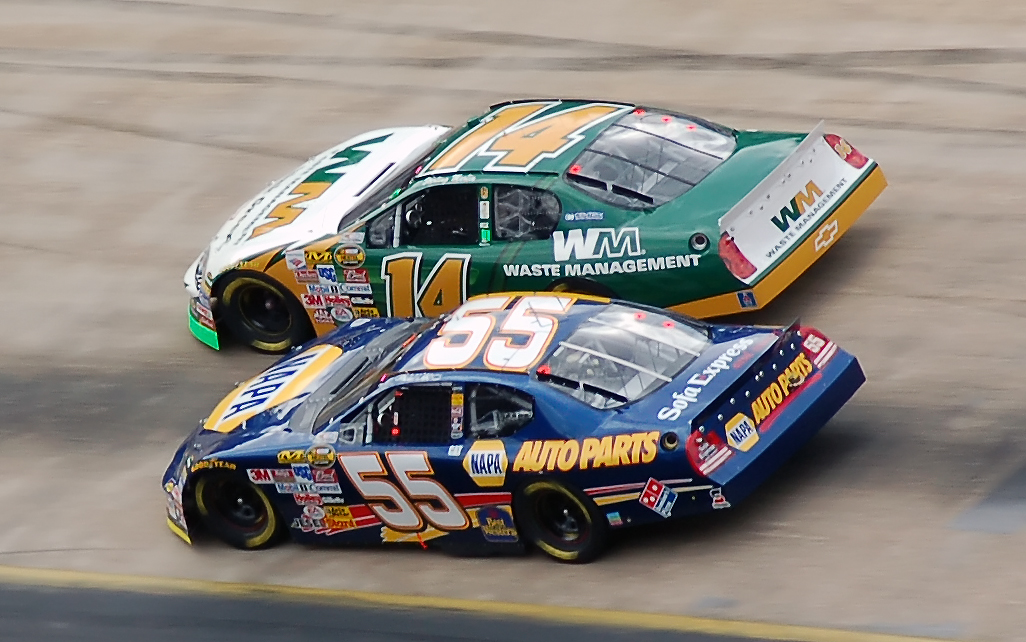
Michael Waltrip in seiner Startnummer 55 in der Saison 2006

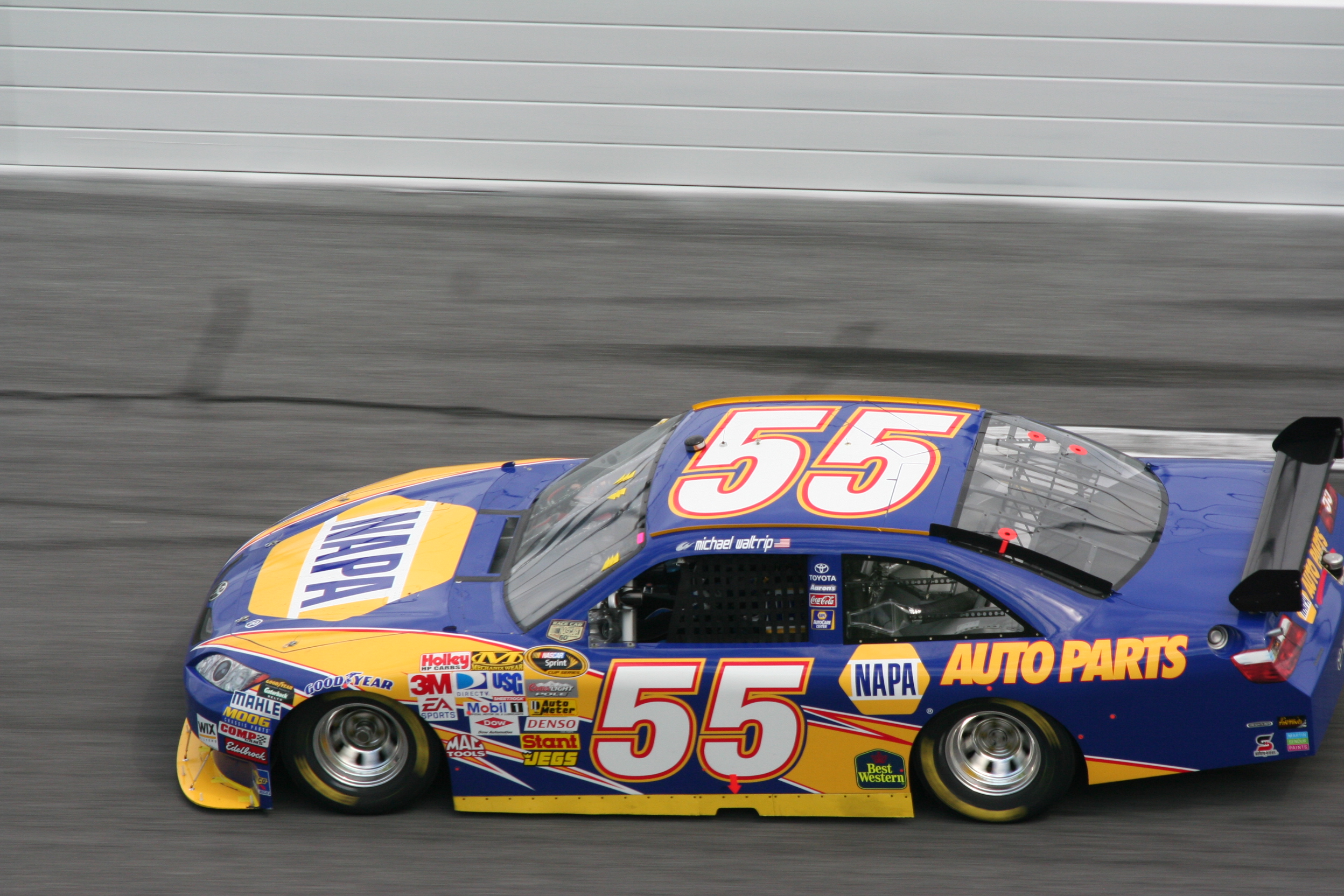
Michael Waltrip in seiner Startnummer 55 in der Saison 2008

Der Wagen mit der Startnummer 55 wurde erstmals in der Nextel Cup Saison 2006 eingesetzt. Dies geschah in partnerschaftlicher Arbeit zwischen Bill Davis Racing and Michael Waltrip Racing. Die Partnerschaft der beiden Team gab Bill Davis Racing die Chance, wieder ein zweites Team im vollen Rennkalender einzusetzen, während Michael Waltrip das Auto fuhr, das von NAPA gesponsert wurde. Der Partnerschaftsvertrag erlaubte auch, die Owner Points am Ende der Saison auf das Team von Michael Waltrip zu übertragen, der die Startnummer 55 in der Saison 2007 einsetzen wollte. Als Jasper Motorsports geschlossen wurde, erwarb Michael Waltrip deren Owner Points, die ihm einen sicheren Startplatz in den ersten fünf Rennen der Saison 2006 gaben. Doug Bawel, dem Jasper Motorsports gehörte, war für diese Rennen Mitbesitzer der Startnummer 55. Erschwert wurde die Saison dadurch, dass Bill Davis Racing keine Markenunterstüzung bekam, da sie sich in einem Rechtsstreit mit Daimler-Chrysler befanden.
In der Saison 2007 wurde der Wagen mit der Startnummer 55 dann wie erwartet von Michael Waltrip Racing eingesetzt. Allerdings verlief die Saison nicht nach Waltrips Vorstellungen. Nach dem „Pole-Qualifying“ für das Daytona 500 wurde in Waltrips Tank eine illegale Substanz gefunden. Er verlor 100 Punkte in den Owner Points und der Fahrerwertung. Erst am 4. Juni qualifizierte er sich wieder für ein Rennen. Wenig später, am 17. Juni, kam er im Citizens Bank 400 auf dem Michigan International Speedway auf Platz zehn ins Ziel. Das war die erste Top-10-Platzierung seines Rennteams im Nextel Cup. Auch beim Bank of America 500 auf dem Lowe’s Motor Speedway erreichte er wieder den zehnten Platz. In den beiden Straßenkurs-Rennen sowie dem Allstate 400 at the Brickyard übernahm Terry Labonte das Steuer der Startnummer 55, kam dabei aber nicht über den 30. Platz hinaus. Waltrip beendete die Saison auf Platz 44 der Gesamtwertung.
In der Saison 2008 lief es Waltrip bereits etwas besser. Er sicherte sich einen Platz in den Top 35 der Owner Points und konnte somit an bislang allen Saisonrennen teilnehmen. Das Lenox Industrial Tools 301 am 29. Juni beendete er auf dem zweiten Platz, nachdem es aufgrund von Regen frühzeitig abgebrochen wurde. Nachdem er seine Leistungen in der Saison 2009 nicht wesentlich verbesserten, zog sich Waltrip als Vollzeitfahrer zurück, um sich auf die Rolle als Teambesitzer zu konzentrieren. Martin Truex junior übernahm den Wagen, der fortan die Startnummer 56 trägt.

## Nationwide Series
In der NASCAR Busch Series setzte Waltrip bereits im Jahre 1996 ein eigenes Auto ein. Dabei handelte es sich um einen Ford Thunderbird mit der Startnummer 12. Waltrip fuhr dieses Auto selbst und kam in 13 Rennen dreimal in die Top 10. Auf dem Richmond International Raceway startete er von der Pole-Position, schied dann allerdings aus. Im folgenden Jahr hatte sein Busch Series-Auto die Startnummer 21 und wurde von Band-Aid gesponsert. Er stand erneut auf dem Richmond International Raceway auf der Pole-Position, kam jedoch nur als 28. ins Ziel. Er erfuhr fünf Top-10-Platzierungen.
In der Busch Series Saison 1998 setzte er ein zweites Auto ein, welches die Startnummer 14 hatte und von Patty Moise gefahren wurde. Moise für zehn Rennen. Das beste Ergebnis war ein zehnter Platz auf dem Bristol Motor Speedway. Im Jahr darauf gewann er mit dem „All Pro Bumper to Bumper 300“ auf dem Lowe’s Motor Speedway erstmals ein Rennen als Teambesitzer und Fahrer. 2000 änderte Waltrip die Nummer erneut, so dass er mit der Startnummer 7, die er im selben Jahr auch im Winston Cup fuhr, teilnahm. Gesponsert wurde das Auto weiterhin von Band-Aid. Hinzu kam Aaron’s, die für drei Rennen das Auto sponserten, das bei diesen Rennen mit der Startnummer 99 fuhr. Ab der Saison 2001 wurde Aaron’s zum Hauptsponsor und Waltrip fuhr in der Busch Series nur noch in der Startnummer 99. In der Saison 2001 kam er bei zwölf Starts dreimal in die Top 10. Im Jahre 2002 gewann er auf dem Michigan International Speedway und holte somit den ersten Sieg mit der Startnummer 99. Weitere Siege folgten auf dem Bristol Motor Speedway im Jahre 2003 und dem Nashville Superspeedway, wo er im Jahre 2004 das Pepsi 300 gewann. Im Jahre 2006 arbeitete er mit Fitz Motorsports zusammen und übernahm deren Owner Points der Startnummer 40. Er fuhr einen Großteil der Rennen, kam jedoch nur zu drei Top-10-Platzierungen.
In der Saison 2007 übernahm David Reutimann die Startnummer 99 in der Busch Series. Reutimann zeigte mehrmals gute Leistungen. Er beendete fünf Rennen in den Top 5 und zwölf Rennen in den Top 10. Sein bestes Endergebnis war ein Sieg im Sam’s Town 250 im Memphis Motorsports Park in der Nähe der Stadt Memphis. Auch in der Saison 2008 war Reutimann mit der Startnummer 99 in der Serie aktiv. Im Folgejahr übernahm Trevor Bayne das Auto.

## Craftsman Truck Series
Nach der Beendung der Saison 2006 wurde Michael Waltrip Teilinhaber des Craftsman Truck Series-Team mit der Startnummer 00, das seinem Bruder Darrell gehört. Das Team fuhr den vollen Rennkalender der Saison 2007. Die Fahrer waren A. J. Allmendinger und Josh Wise.

## Partnerschaften

### Waltrip-Jasper Racing
Am 20. Januar des Jahres 2006 gab Waltrip eine Zusammenarbeit mit Doug Bawel, dem Präsidenten von Jasper, bekannt. Die Startnummer 55 wurde danach von Waltrip-Jasper Racing im Team von Bill Davis eingesetzt. Dadurch, dass Waltrip die Owner Points des geschlossenen Jasper Motorsports übernahm, hatte er einen sicheren Startplatz für die ersten fünf Rennen der Saison 2006.

### Waltrip-PPI Racing
Am 10. Februar 2007 gab Michael Waltrip Racing offiziell bekannt mit PPI Motorsports zusammenarbeiten zu wollen. Es entstand Waltrip-PPI Racing. Durch die Partnerschaft gehört Cal Wells zu den Inhabern der Startnummer 00, die von David Reutimann pilotiert wird. Der Partnerschaftsvertrag beinhaltet auch die Übernahme des gesamten Equipments und Personals des ehemaligen Rennteams PPI Motorsports. Außerdem wurden deren Owner Points der Startnummer 32 auf die Startnummer 00 von Michael Waltrip Racing übertragen.

## Raceworld USA
Raceworld USA ist das Hauptquartier von Michael Waltrip Racing. Es befindet sich in Cornelius, North Carolina und ist täglich für Besucher geöffnet. Waltrip bezeichnet es als Sehenswürdigkeit. Man kann die Arbeit an den Autos beobachten, erfährt alles über das Team und seine Fahrer und möglicherweise sogar einen der Fahrer treffen.